# Премія Неммерса з економіки
Премія Ервіна Плейна Неммерса з економіки (англ. Erwin Plein Nemmers Prize in Economics) — премія Північно-Західного університету (США), яка вручається раз на два роки за видатні досягнення в сфері економіки. Поточний розмір премії становить $200 тис.

## Історія
Премія була створена відповідно до заповіту Ервіна Плейна та Фредеріка Ессера Неммерсів. Грошове пожертвування братів Неммерсів Північно-Західному університету склало $14 мільйонів. Вперше премію з економіки стали вручати в 1994 році. За задумом вона повинна стати такою ж престижною, як і Нобелівська премія.

## Вимоги
Премія призначається за значний внесок у нові знання і розвиток нових методів аналізу. Лауреати мають читати лекції студентам та викладачам протягом декількох тижнів в Північно-Західному університеті. Семінари, конференції та інші наукові заходи в цьому вищому навчальному закладі є також невід'ємною частиною візитів одержувачів нагороди.

## Список переможців
- 2022 — Арієль Пейкс[1]
- 2020 — Клаудія Голдін
- 2018 — Девід Крепс
- 2016 — Річард Бланделл[en]
- 2014 — Жан Тіроль (Нобелівський лауреат 2014 р.)
- 2012 — Дарон Аджемоглу
- 2010 — Ельханан Хелпман[en]
- 2008 — Пол Мілгром
- 2006 — Ларс Петер Гансен (Нобелівський лауреат 2013 р.)
- 2004 — Аріель Рубінштейн
- 2002 — Едвард Прескотт (Нобелівський лауреат 2004 р.)
- 2000 — Деніел Макфадден (Нобелівський лауреат 2000 р.)
- 1998 — Роберт Ісраель Ауман (Нобелівський лауреат 2005 р.)
- 1996 — Томас Сарджент (Нобелівський лауреат 2011 р.)
- 1994 — Пітер Артур Даймонд (Нобелівський лауреат 2010 р.)

## Цікаві факти
- 7 вчених-економістів з 13 переможців премії Неммерса з економіки стали Нобелівськими лауреатами: Пітер Артур Даймонд, Томас Сарджент, Роберт Ісраель Ауман, Деніел Макфадден, Едвард Прескотт, Ларс Петер Гансен, Жан Тіроль.
- Крім досягнень в економіці, премію братів Неммерсів також вручають за внесок у розвиток математики (див. Премія Неммерса з математики), за музичні композиції, за досягнення в медицині та галузях наук про Землю.